# La Grande Peur dans la montagne (téléfilm, 2006)
Pour le roman, voir La Grande Peur dans la montagne.
La Grande peur dans la montagne est un téléfilm helvético-français, réalisé par Claudio Tonetti, et diffusé en 2006.

## Synopsis
En Valais, au cours des années 1950, des vachers sont confrontés à une épidémie qui sévit dans l'alpage de Sasseneire. Joseph, qui veut épouser Victorine, veut y conduire ses bêtes malgré la mauvaise réputation du lieu. Barthélemy prétend qu'une malédiction diabolique est responsable de la mort des vaches. Les alpages sont bientôt mis en quarantaine. On enferme méchamment Clou, qui n'y est pour rien.

## Fiche technique
- Titre : La Grande peur dans la montagne
- Réalisateur : Claudio Tonetti
- Scénario : Olivier Pouponneau, d'après le roman de Charles-Ferdinand Ramuz
- Musique du film : Philippe Heritier
- Directeur de la photographie : Aldo Mugnier
- Montage : Didier Ranz
- Durée : 94 minutes
- Genre : Film dramatique
- Dates de diffusion :
  - le 9 décembre 2006, sur TSR
  - le 8 mars 2008, sur France 3

## Distribution
- Jean-Baptiste Puech : Joseph
- Jean-Luc Bideau : Barthélémy
- Jérémie Covillault : Romain
- Antoine Basler : Michel
- Anne Comte : Victorine
- Jean-Luc Barbezat : Clou
- Madeleine Piguet : Aline
- Arnaud Marciszewer : Ernest
- Pascale Rocard : Henriette
- Philippe Morier-Genoud : Pierre Crittin
- Teco Celio : le maire
- Jean-Pierre Gos : le père de Victorine
- Anne Kreis : La mère de Victorine
- Arnaud LeChien : Jean
- Maurice Aufair : Munier
- Patrice Bornand : le curé